# Gerhard Aspheim
Gerhard Aspheim (27 september 1930 - 21 november 2009) was een Noorse jazz-trombonist die dixieland speelde.
Aspheim ging in 1949 naar Parijs om mannen als Sidney Bechet en Claude Luter te zien spelen. Hij was tot 1952 lid van de eerste traditionele jazzband van Noorwegen, de Dixie Serenaders. Hierna richtte hij met enkele anderen de Big Chief Jazz Band op, waarmee hij alleen al in de jaren vijftig acht albums opnam en in 1960 optrad op het jazzfestival van Antibes. Hij was met de band actief tot 1978, daarna speelde hij met zijn groep Aspheim Oldtimers. Aspheim gaf lezingen over jazz, leidde enige tijd een blad over jazz, "Jazz Society", en was in de eerste vijf jaar van haar bestaan actief in de Norsk Jazzforbund (Norwegian Jazz Foundation). In 2004 werd hij op het Oslo Jazz Festival onderscheiden met een Ella Award.

## Discografie
Aspheim Oldtimers:
- Oldtimers, 1988
- Waiting for the Day, 1994
- 18 Jazz Greens med Aspheim Oldtimers, 1997
- Glemmer du, 2000
- Passport to the Paradise, 2003
- Aspheim Oldtimers, 2004
- I'll See You in my Dreams, 2007